# Дерматом (эмбриология)

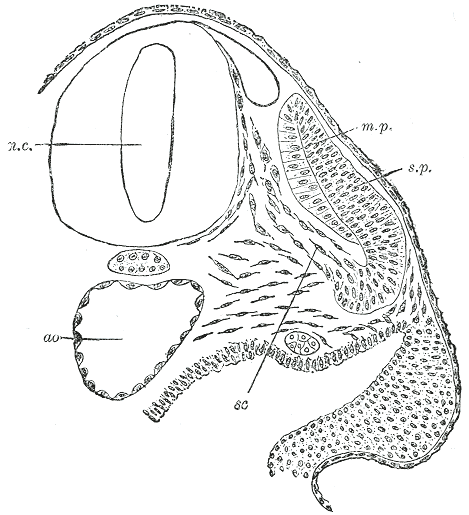
Поперечное сечение зародыша человека на третьей неделе развития. Дерматом отмечен буквами sp.

Дерматом (от др.-греч. dérma — «кожа» и tome — «разрез, отрезок») — мезенхимальный зачаток дермы у зародышей хордовых животных (в том числе и человека).
Дерматом развивается из наружной части первичного сегмента зародыша — сомита. В процессе зародышевого развития из клеток дерматома формируется соединительнотканная основа кожи со всеми её производными.